# Ignjatovič
Ignjatovič je priimek v Sloveniji, ki ga je po podatkih Statističnega urada Republike Slovenije na dan 1. januarja 2010 uporabljalo 854 oseb.

## Pomembni nosilci priimka
- Sašo Ignjatovič (*1974), igralec namiznega tenisa
- Žarko Ignjatovič (*1961), hrvaško-slovenski kitarist